# Autechaux
Autechaux é uma comuna francesa na região administrativa de Borgonha-Franco-Condado, no departamento de Doubs. Estende-se por uma área de 6,59 km². Em 2010 a comuna tinha 430 habitantes (densidade: 65,3 hab./km²).